# Harpagus
Harpagus is een geslacht van vogels uit de familie van de havikachtigen (Accipitridae). De wetenschappelijke naam van het geslacht is voor het eerst geldig gepubliceerd in 1824 door Nicholas Aylward Vigors.

## Soorten
De volgende soorten zijn bij het geslacht ingedeeld:
- Harpagus bidentatus – Tandwouw
- Harpagus diodon – Roodbroekwouw